# Солонцовый (Алтайский край)
Солонцовый — посёлок в Калманском районе Алтайского края России. Входит в состав Кубанского сельсовета.

## География
Село находится в центральной части края, в лесостепной зоне, в пределах северо-восточной части Приобского плато, по берегу реки Солоновке и образованной её запруде.
Климат
континентальный. Средняя температура января: −17,7 °C, июля: +19,6 °C. Годовое количество атмосферных осадков: 350—400 мм.

## Население
| 1997 | 1998 | 1999 | 2000 | 2001 | 2002 | 2003 | 2004 | 2005 |
| ---- | ---- | ---- | ---- | ---- | ---- | ---- | ---- | ---- |
| 93   | ↘85  | ↗93  | ↗94  | ↘93  | ↘84  | ↗90  | ↘87  | ↘75  |
| 2006 | 2007 | 2008 | 2009 | 2010 | 2011 | 2012 | 2013 |      |
| ↘74  | ↘60  | ↘57  | ↘45  | ↘32  | ↘30  | ↘28  | ↘22  |      |

Национальный состав
Согласно результатам переписи 2002 года, в национальной структуре населения русские составляли 93 % от 89 чел.

## Инфраструктура
Социальные услуги жители получают в ближайшем населённом пункте — посёлке Кубанка.

## Транспорт
Солонцовый доступен автомобильным транспортом.
До посёлка идёт автодорога «Кубанка — Солонцовый» (идентификационный номер 01 ОП МЗ 01Н-1604) протяженностью 10,090 км.
От Кубанки возможен выезд на автомобильную трассу федерального значения А-322 Барнаул — Рубцовск — государственная граница с Республикой Казахстан